# Copenaghen Open 2000
Il Copenhagen Open 2000 è stato un torneo di tennis giocato sul sintetico indoor. È stata la 12ª edizione del Copenaghen Open che fa parte della categoria International Series nell'ambito dell'ATP Tour 2000. Si è giocato a Copenaghen in Danimarca dal 28 febbraio al 5 marzo 2000.

## Campioni

### Singolare
Andreas Vinciguerra ha battuto in finale  Magnus Larsson con il punteggio di 6–3, 7–6(5)

### Doppio
Martin Damm /  David Prinosil hanno battuto in finale  Jonas Björkman /  Sébastien Lareau con il punteggio di 6–1, 5–7, 7–5